# Свастика
Свастиката представлява кръст, чиито рамене са пречупени 90° надясно или наляво. Символът (卐 или 卍) се изрисува предимно хоризонтално или под 45-градусов ъгъл. В индуисткия вариант, във всеки квадрант има точка (вж. изображението вдясно).
Фигурата представлява древна религиозна икона на културите от Евразия, която символизира божественост и духовност в някои източни религии. В Западния свят, свастиката е символ на благополучие и късмет до 1930-те години, когато започва да се свързва с нацистката символика като емблема на арийската раса и съответно се превръща в разпознаваем символ на идеите на расизма и антисемитизма.

## Произход
Думата свастика идва от санскритското स्वस्तिक (свастика), което означава предмет, носещ щастие или предвещаващ добро, и по-точно отличителен знак, който се поставя върху предмет или човек, за да носи късмет. Думата е съставена от представката су- (сродна на гръцкото ευ-), означаващ добър, добро, и -асти – езикова абстракция на корена ас 'да бъда'. Така се получава свасти, което означава благосъстояние. Наставката -ка служи за образуване на умалителни, и свастика буквално означава малко нещо, свързано с благосъстоянието. Може да се каже, че свастика, грубо казано, означава щастлив амулет.
Сред най-ранните култури, използвали свастиката, са неолитните култури на Югоизточна Европа и цивилизацията на Долината на Инд.
Свастиката символизира слънцето или времето като създаване и разрушение на света. Една от хипотезите за разтълкуване на символа на свастиката е четирите рамене представляват Вселената в спиралната галактика на Млечния път.

## Разпространение
Свастиката съпътства цялата история на човека. В България двойни свастики (по часовниковата стрелка и обратно на часовниковата стрелка) са открити върху множество керамични съдове, датирани от 6000 г. пр.н.е.
Среща се в азиатски, европейски и индиански култури – понякога като геометричен мотив, понякога като религиозен символ. В Индия се рисува свастика навсякъде: на вратите на храмовете, във всяко жилище, върху тъканите, в които се завиват свещените текстове, върху погребалните покрови. Свастиката е един от най-древните и свещени символи на арийците. Нанасянето на този знак означава нещо много сходно с кръстния знак, който християните правят, например изпращайки някого на път, за да му пожелаят късмет и Божия закрила.

### Използване като националсоциалистически символ
Отношението към свастиката се променя през първата половина на 20 век, когато тя е приета за емблема на Националсоциалистическата германска работническа партия. След Втората световна война, повечето европейци и дори европейски законодателства се отнасят към свастиката като към единствено националсоциалистически символ, без да вземат под внимание възможната ѝ друга употреба.

### Разпространение в България
В националния археологически музей могат да се открият грънци с изрисувани свастики от времето на прототраките 6000 – 3000 пр.н.e.
Свастика може да се види на една от църквите в Стария град в Несебър, като там е поставена като орнамент на апсидата от външната страна, а така също в археологическите находки под църквата Света София в град София, както и във вила „Армира“, като мозайка на пода.
В центъра на Кърджали е открит нефритен амулет във формата на свастика, датирана на възраст 8 000 години. Подобна има в Слатина и на др. места на Балканите.